# Molleriella
Molleriella är ett släkte av svampar. Molleriella ingår i familjen Elsinoaceae, ordningen Myriangiales, klassen Dothideomycetes, divisionen sporsäcksvampar och riket svampar.
|             | Elsinoë                                 |
|             |                                         |
|             | Sphaceloma                              |
|             |                                         |
| Molleriella | \| \| Molleriella mirabilis \| \| \| \| |
|             | \| \| Molleriella mirabilis \| \| \| \| |
|             | Uleomycina                              |
|             |                                         |
|             | Moelleriella                            |
|             |                                         |
|             | Xenodium                                |
|             |                                         |
|             | Xenodiella                              |
|             |                                         |
|             | Hyalotheles                             |
|             |                                         |
|             | Stephanotheca                           |
|             |                                         |
|             | Saccardinula                            |
|             |                                         |
|             | Beelia                                  |
|             |                                         |
|             | Butleria                                |
|             |                                         |
|             | Micularia                               |
|             |                                         |
|             | Molleriella mirabilis                   |
|             |                                         |

|  | Molleriella mirabilis |
|  |                       |